# Dowa (cidade)
Dowa é uma cidade do Malawi localizada na Região Central. Ela é a capital administrativa do distrito de Dowa.